# Bolnica
Bolnica (u prošlosti hospital ili lazaret) je javna ili privatna zdravstvena ustanova za liječenje bolesnika. Zadaće su bolnice prijem bolesnika na liječenje i njegu, stručna i statistička obrada svojega bolesničkog materijala i objava rezultata službenim putem ili u stručnim i znanstvenim krugovima, unaprjeđenje medicine i izobrazba liječničkoga podmladka i zdravstvenog osoblja (medicinskih sestara i tehničara).

## Vrste bolnica

### U prošlosti
Hospitali (lat. hospitalis "gostinjski") ili gostinjci najprije su bile sobe ili prostori za goste odnosno strance, koji su se poslije koristili za liječenje gostiju, putnika i drugih.
Lazareti su isprva bili izolacijske bolnice ili skloništa, a dobili su ime po Hospitale Sancti Lazari u Rimu gdje su već u 7. stoljeću izolirali gubavce. 1374. određeno je u Mletcima da se na Otoku sv. Lazara postavi karantena protiv kuge, u kojoj su svi došljaci s Istoka morali proboraviti 40 dana (tal. quaranta "četrdeset", odatle "karantena"), da se očiste i liječnički pregledaju. Kasnije su se lazaretom nazivale uglavnom vojne bolničke ustanove te previjališta i zavojišta ranjenika.

### Danas
Bolnice su javne i privatne (lječilišta, sanatoriji itd.). 
Javne bolnice moraju primati bolesnike bez obzira na platežnu sposobnost. Po svom radu su opće i specijalne. Opće bolnice liječe bolesnike svih vrsta bolesti, dok su specijalne bolnice namijenjene liječenju posebnih skupina oboljenja (umobolnice, rodilišta, bolnice za tumore, zarazne bolesti itd.) ili posebnih bolesnika (npr. dječje bolnice).
Opće bolnice mogu biti uređene samo za najnužnije bolničko liječenje, a mogu imati i posebne odjele za stručno liječenje. 

## Povijest

### Antika
Bolnice su poznate od davnina, ali su to isprva bila više primitivna sirotišta, ubožišta ili njegovališta staraca i nemoćnih. Ipak su se ovakve ustanove povremeno brinule i za liječenje bolesnika ili ranjenika. U Indiji su već u 5. st. pr. Kr. postojale ustanove slične današnjim bolnicama. Bolničkim se liječenjem može smatrati i ono liječenje, kojim su se bavili svećenici u staroegipatskim hramovima Izide i Serapisa ili u starogrčkim hramovima Asklepija. U krajevima pod utjecajem grčke kulture i medicine bolesnici su prvo bili smještani u hramove, gdje su se molili za zdravlje, ležali i iščekivali ozdravljenje. Kasnije su se uz hramove gradile posebne prostorije za bolesnike, asklepijeji, posvećeni bogu Asklepiju. Na liječenje u takvim prostorijama (lat. incubatio) imali su pravo samo bolesnici koji su za života darivali hram. Asklepijeji u Ateni i u Epidauru bili su glasoviti po čitavom tadašnjem civiliziranom svijetu. Naposljetku su ta skloništa postala školama terapeutike, jer su uz njih bile uređene neke vrste kliničkih predavaonica, gdje se učio liječnički naraštaj. Takve su škole bile na Kosu (gdje se prema predaji školovao Hipokrat) i Knidu, gdje je cvala empirijska medicina i prirodno liječenje, a osobito hidroterapija, masaža i tjelovježba. U isto doba postojali su u Grčkoj ksenodohiji, posebne ustanove za starce. U doba Hipokrata (460. – 377. pr. Kr.) nalazila se uz dom liječnika prostorija nalik na današnju ambulantu, u koje bi primao bolesnike na liječenje. U Pompejima je iskopana takva kuća iz 4. st. pr. Kr., poznata danas pod imenom Casa di chirurgo. U Rimu su kasnije postojale posebne zgrade zvane valetudinarium, gdje su bogati rimski građani i vojskovođe dali liječiti svoje robove i vojnike.

### Srednji vijek
U doba kršćanstva prve bolnice se spominju u Cezareji, Bizantu, Rimu, a kasnije naročito na putu za Palestinu, kamo se hodočastilo na grob Kristov. To su bila u glavnom ubožišta ili njegovališta staraca, nemoćnika ili putnika i hodočasnika, u kojima su radili po jedan liječnik i ljekarnik. U Cezareji je bolnicu sagradio kapadokijski biskup Bazilije. U Bizantu je u ll. st. bolnicu uz crkvu sv. Pavla sagradio car Aleksije Komneni nazvao je orfanotrofij. Osobito su glasovite bile bolnice u Jeruzalemu: Santa Maria Latina, koju su osnovali trgovci iz Amalfija u ll. st., i Bolnica sv. Ivana Krstitelja, jedna od najvećih bolnica svoga doba, koju su osnovali benediktinci. Od nje vuku svoje podrijetlo malteški vitezovi ivanovci (Rođani). Njihove ustanove za liječenje, kojih je 1236. bilo već četiri tisuće, među kojima i nekoliko bolnica, i danas razvijaju svoju plemenitu djelatnost. I mnogi drugi crkveni redovi (benediktinci, templari, vitezovi sv. groba, njemački vitezovi i dr.) posvećivali su se njezi bolesnika i osnivali bolnice. Kasnije, a osobito poslije zaključka crkvenog sabora u Aachenu 816., u samostanima su se odvajale posebne prostorije (infirmariji od lat. domus infirmorum) za bolesnu braću i za skloništa putnicima, hodočasnicima, ubogarima i bolesnicima iz okolice (hospitali, gostinjci). Istovremeno su samostanski vrtovi i podrumi služili za uzgajanje i spremanje ljekovitoga bilja. U takvim su samostanima radili redovnici koji su imali bolničarsko (infirmarius), ljekarničko i liječničko zvanje u pravom smislu riječi. Kasnije su se ovi samostanski hospitali (gostinjci) odijelili od samostana, a uprave gradova ili zemalja su ih nastojale preuzeti kao svoje bolnice.
U Rimu je prva javna bolnica sagrađena oko 400. godine, a do IX. st. je taj broj narastao na oko 24 samostalne bolnice ili u sklopu crkvenih zdanja. Veliki bolnički hospital Sv. Duha (tal. S. Spirito) u Rimu s 300 postelja podignuo je u XII. st. papa Inocent III., a obnovio ju je u razdoiblju 1473. – 1476. papa Siksto IV. U Španjolskoj je veliku bolnicu u Meridi (Badajoz) sagradio biskup Masona (573. – 606.). Kako se podizanje bolnica smatralo boguugodnim djelom, crkveni sabor u Nici 325. odlučio je da svaki veći grad sagradi i uzdržava skloništa za siromašne, nemoćne i bolesne putnike. Papa Inocent III. osnovao je, a kasnije i nobčano podupirao, posebnu bratovštinu Sv. Duha za njegu bolesnika uz istoimenu bolnicu u Rimu. Slične su bratovštine promicale podizanje bolnica u Francuskoj, Njemačkoj, Italiji i Španjolskoj. Santa Maria della Scali u Sieni bila je istodobno samostan, sirotište, bolnica, sklonište i izolaciona prostorija. U Parizu je već u VII. st. bila podignuta bolnica Hotel-Dieu, koja je poslije renovirana, te i danas služi u bolničke svrhe.
Poznate su prostorije za gubu, kugu i sifilis. Od prvih je poznat hospitiolum ad suscipiendos leprosos sv. Otmara iz 736. u blizini samostana sv. Gallena, dok manje leprozorije spominje biskup Grgur od Toursa (538. – 593.), a kralj Rothari odredio je već u VII. st., da se gubavci u Rimu izoliraju u Hospitale Sancti Lazari. U leprozorijskim lazaretima slabo se liječilo. Tu je bolesnik bio osuđen na doživotnu samoću i već živ proglašen mrtvim. Ni u lazaretima protiv kuge nije bilo bolje. Veći je uspjeh postignut profilaktičkom uredbom karantene u svakom većem gradu. Ali je posve svrsishodno liječenje protiv sifilisa započeto i provođeno upravo u hospitalima, iz čega se razvila prva specifična terapija. Podizanje i uzdržavanje bolnica je osobito bilo rasprostranjeno u srednjoj Europi. Osim samostanskih bolnica (hospitala), postojale su i građanske. Takve su podizali 1183. u Erfurtu Friedrich Barbarossa i u Zürichu vojvoda Berthold V. (1186. – 1218.), te 1225. u Constansi gradska općina. Istovremeno su bolnice postojale u svim većim gradovima srednje Europe. One su se redovito zvale bolnice Sv. Duha. U prvo vrijeme nisu imale bolničkog liječnika. Bolnički su propisi određivali, kako se trebaju liječiti bolesnici i tko se treba o njima skrbiti. Stalni se bolnički liječnici javljaju tek u XIV. st. Mnoge su od ovih bolnica imale i jak higijensko-prosvjetni z
načaj i mnoge dužnosti socijalne skrbi.
Za gradnju bolnica u srednjoj Europi zaslužni su i redovi lazarista malteški vitezovi (Strasssburg, Freiburg itd.) i njemački vitezovi (njem. Orden der Ritter des Hospitals St. Marien der Deutschen in Jerusalem). Osobita je bila njihova djelatnost u Pruskoj, koju su osvojili, pokrstili i civilizirali u svakom pogledu, pa i u zdravstvenom. Za vrijeme najvećega cvata reda pod velikim meštrom Komadom von Jungingenom (1393. – 1407.) bilo je u Pruskoj oko tisuću bolnica, kojima je upravljao nadzornik sa sjedištem u Elbingu. Stanje bolnica, isprva na visokoj razini, pogoršalo se tijekom vremena, pa ih Hipolit Gvarinonije (1571. – 1625.), a kasnije i Friedrich Nikolai, Lessingov, hamburški liječnik Nootnagel i dr. u svojim spisima žestoko osuđuju. Ulmski graditelj Joseph Furttenbach (1591. – 1666.) u djelu Architeetura universalis (1635.) i drugi nastoje to stanje popraviti u građevnom pogledu, a istovremeno Christoph Ludwig Hoffmann (1721. – 1806.) i Franz Anton Mai (1742. – 1814.) uspijevaju svojim zdravstvenim zakonima stanje bolnica uskladiti s visokom razinom liječništva. Mnoge su bolnice tako postale znameniti rasadnici znanosti i odgoja mladoga liječničkog naraštaja te jezgra medicinskih fakulteta. Neke su bolnice u povijesti medicine odigrale ponajveće uloge. Npr. bolnica u Palermu, u Montpellieru iz 1195., Hotel-Dieu u Parizu, Charite u Berlinu (podignuta od Friedricha I.), Allgemeines Kranken haus u Beču (1784. podigao Josip II.). Prva vojna bolnica osnovana je na savjet kardinala Richelieua za vrijeme opsade grada Casale.

#### Arapski svijet
Islamska medicina početkom VIII. st. ima vrlo glasovite bolnice u Damasku, Kairu i Bagdadu, a njega bolesnika, preuzeta iz budističkih zasada i kršćanskog samaritanstva, veoma se usavršila. 707. godine je u Kairu bolnicu osnovao kalif Al-Walid I. U njoj su, kao i u drugim arapskim bolnicama, različite skupine bolesti bile posebno i različito liječene. Bilo je i liječnika specijalista, osobito kirurga i oftalmologa, kao i posebnih odjela za gubavce, za očne bolesti itd. U IX. st. postojala je u velikoj mošeji u Kairu ambulanta, koja je imala poseban odjel za muškarce, a poseban za žene. Glasovita je bila i bolnica koju je u XIII. st. u Kairu sagradio El Mansur. Lijepih bolnica imalo je arapsko liječništvo u Španjolskoj za vrijeme svoga tamošnjega gospodstva. Za vrijeme pošasti osnovana su posebna lječilišta, koja su u prvo vrijeme bila samo neke primitivne izolacione prostorije, ali se u njima doskora (uz dušobrižništvo i dobrotvornost) počelo provoditi i neko liječenje.

### Hrvatska
Najstariju bolnicu u hrvatskim krajevima gradi templarski red 1186. u Sv. Petru na Bojištu kod Nina. Godine 1347. osnovana je bolnica u Dubrovniku. Zgrada se nalazila s južne strane ženskoga samostana sv. Klare. Bolnica se zvala hospitale magnum, da bi kasnije bila preimenovana u Domus Christi. Bila je, kao i drugi hospitali onoga doba, više sklonište za starce negoli bolnica. Uz nju je 1420. osnovana i ljekarna istog imena, koja i danas postoji. Ovaj je veliki hospital zaključkom senata od 26. veljače 1540. pretvoren u pravu javnu bolnicu i vjerojatno ili preseljen u novu zgradu, ili mu je postojeća bila znatno povećana i uređena. 1888. Dubrovnik dobiva novu bolničku zgradu na Boninovu, dok je stara pretvorena u ubožište. Tijekom srednjega vijeka hospitali-ubožnice javljaju se po svim većim mjestima po Primorju. U Zadru je prije XIX. st. bilo desetak hospitala, među kojima jednome trag vodi čak u 559. Od njega je kasnije nastala vojnička, a 1904. građanska bolnica.
U kasnije vrijeme su bili poznati hospitali za posebne bolesti - leprozoriji u Zagrebu, Oborovu, Čazmi, Dubrovniku, Trogiru, Kotoru,  Stonu i Konavlima. U Dubrovniku su bila dva, jedan iz 1320. na Pilama, a drugi iz 1463. na Pločama. Trogirski je bio na otoku Čiovu, a potječe iz 1372. Kotorski je iz 1435. i jedini nosi pravi naslov Hospitale sancti Lazari sive leprosorum. Posebna je bila i bolnica protiv bolesti "škrljevo", prozvana po mjestu Škrljevu. U njegovu se okolišu koncem XVIII. st. javljao, a po cijelom Hrvatskom primorju rasprostranio endemični sifilis. Bolnica je bila ustrojena u frankopanskom gradu u Kraljevici 1816. i radila do 1878.

#### Zagreb
Godine 1357. spominje se prvi od niza hospitala u Zagrebu, kojih je otada bilo i do četiri. Zakladna bolnica ili Bolnica milosrdne braće osnovana je 1791., nakon što je Zagreb poharala epidemija gripe, a iz Beča došao prijedlog da se po uzoru na pariški Hotel-Dieu, odnosno po uzoru na novu bečku Opću bolnicu, sagrađenu po želji car Josipa II., sagrade slične bolnice "po svoj provinciji". Na Griču, na Kaptolu i u Vlaškoj ulici već su postojali ksenodohiji, azili za starce i ubožnice, s vlastitim zakladama. Grička bolnica se nalazila u Dugoj ulici, dok je ubožnica bila u Kožarskoj ulici. Osim toga postojale su kaptolska i biskupska bolnica te Zaklada građanina Stillera.
Sve navedene zaklade sabrane su u jedinstvenu bolnicu čija je gradnja započela 1794., ali je dovršena tek 1800. potporom biskupa Maksimilijana Vrhovca. Kako je to bilo doba napoleonskih ratova, zgrada je najprije postala vojna bolnica. Tek se od 1803., na zauzimanje županije, zgrada počela upotrebljavati za liječenje građana. Bolnica je otvorena 23. kolovoza 1804. za 32 bolesnika, a uprava je dana Milosrdnoj braći iz Bratislave. Oni su obavljali dužnosti ljekarnika i kirurga. Bolnica je uskoro došla na dobar glas, pa je 21. siječnja 1811. Rudolf Lamprecht u njoj pokušao osnovati privatnu kiruršku školu. 
Puno službeno ime bolnice bilo je Javna opća bolnica Milosrdne Braće na Jelačićevom trgu, odnosno Bolnica Milosrdne braće. Pravni status bolnice bio je da je privatna bolnica s pravom javnosti, odnosno za plaćanje bolno-opskrbnih troškova jamčila je kraljevska zemaljska vlada. Bolnička se zgrada isprva nalazila na Jelačićevu trgu, ali je 1930. porušena i smještena u drugu zgradu.
Drugu bolnicu u Zagrebu, Bolnicu sestara milosrdnica, osnovao je 1841. kardinal Juraj Haulik. Uz nju je sazidao zgradu današnjega samostana u Frankopanskoj ulici. Bolnica je počela s radom 1. siječnja 1846. s 12 kreveta. Bila je povjerena sestrama sv. Vinka Paulskoga, koje su došle iz Tirola. Bolnica je dugo bila u sklopu samostana. Kasnije je za nju sagrađena zgrada u Ilici br. 83, a danas je u velikim zgradama u Vinogradskoj ulici.
Za epidemije kolere 1853. dobio je Zagreb i treću bolnicu - tzv. Zemaljsku bolnicu, koja je građena 1856. – 1860. na trošak zemaljske vlade za 200 kreveta. Neko su je vrijeme držale Sestre milosrdnice, da bi zatim u nju bila smještena realna gimnazija. 1864. se u njoj održavala Prva hrvatska izložba, a 1868. – 1882. bila je iznajmljena državi za tvornicu duhana. 1882. godine predana je za glavnu zgradu današnjeg sveučilišta. Državna bolnica osnovana je 1941. u zgradi gradske ubožnice i ortopedske bolnice na Svetom Duhu iz privremeno ondje smještene Zakladne bolnice.
U Hrvatskoj se, osim navedenih, od kraja XIX. st. spominju i bolnice gradovima:
- Požega (1779.) - bila je zatvorena, pa 1836. ponovno otvorena, a 1936. obnovljena
- Split (1794.)
- Rijeka (1835.) - služila za karantenu riječkoj luci
- Varaždin (1839.) - obnovljena 1898.
- Karlovac (1844.) - sagradio dobrotvor Šebetić
- Nova Gradiška (1848.)
- Vinkovci(1852.)
- Ogulin i Petrinja (1860.)
- Zagreb (1873.) - danas psihijatrijska bolnica Vrapče
- Osijek (1874.)
- Koprivnica i Bjelovar (1874.)
- Zagreb (1876.) - Zemaljsko rodilište i primaljska škola
- Šibenik (1883.) - ispočetka psihijatrijska bolnica kojoj je 1891. dograđena suvremena bolnica
- Sisak i Duga Resa (1897.)
- Slavonski Brod i Travnik (1898.)
- Pakrac (1898.) - na mjestu nekadašnjeg slavonskog "sifilis-hospitala"

## Gradnja i uređenje bolnica
Gradnja i uređenje bolnica mijenjali su se kroz stoljeća. Stare grčke bolnice bile su građene redovito uz more ili na obalama rijeka, tako da imaju dovoljno vode. Njihova se terapija uvelike svodila na pučko liječenje ili liječenje vodom, pa je bilo potrebno mnogo vode. Te su bolnice često bile uz hramove, a sastojale su se od jedne velike prostorije s ležajevima a ponekad i od prostorija za liječenje vodom. Prostor je bio natkriven krovom i bez stropa, koji je bio nepotreban zbog blage klime.
Samostanski infirmariji bili su građeni poput samostana ili općenito sakralnih zgrada. Služili su kao zaštita za stare, nemoćne i bolesne. Građeni su bez određenih propisa. Nalazimo ih u velikom prostoru s ležajevima, na čelu je oltar za služenje mise, a u sredini veliki prostor gdje se liječilo. Najčešće su bazilikalnoga oblika, a ima ih u obliku samostana s ćelijama. Gradili su se uz crkve, samostane ili uz zidine gradova. Osobita se pažnja posvećivala vanjskoj arhitekturi, pa često imaju umjetničku vrijednost. U kasnom srednjem vijeku opet se javljaju bolnice uz rijeke. Od najizrazitijih je tipova ona u Ulmu iz XIII. st. Građena je na rijeci Dunavu radi velike potrebe za vodom. Kasnije se odustaje od izgradnje uz rijeke, ali izgradnju i dalje obilježava veliki prostor s ležajevima. Ova značajka tlorisa ide u XIX. st. Od toga se odustajalo tek u posebnim slučajevima, kada bi se gradile posebne građevine, primjerice umobolnice, stanovi za liječnike i sestre, gospodarske gradnje, mrtvačnice itd.
Prvu tehnički dotjeranu bolnicu osnovao je ulmski graditelj Joseph Furttenbach. Tada se tek počinje razvijati tehnika gradnje bolnica i to u dva oblika: prvi je oblik koridora, bloksistem, a drugi je paviljonski sistem.
- Koridorski sistem razvija se iz oblika samostana s koridorom i ćelijama. Tu se iz jednoga prostora, koridora, koji je redovito os cijele građevine, ide u pojedine bolesničke sobe i ostale prostorije. Jedna od većih i novijih bolnica u Europi, Beaujon u Parizu, građena je u sistemu koridora. Veliki broj novih i modernih bolnica u SAD-u građen je u tom sistemu, kao npr. Medical Center u New Yorku i Country General Hospital u Los Angelesu.

- Posebni način građenja u paviljonskom sistemu se razvio kako bi se što bolje odijelili bolesnici iste grupe bolesti, i kako bi se što bolje provelo pojedinačno liječenje nekih bolesti. Taj oblik nastaje iz bolnica s velikim dvoranama, koje se izgrađuju u posebnim manjim ili većim zgradama, a vezane su natkrivenim trijemom. Tako se razvija način posebnih što manjih što većih građevina, no sve zajedno čine jednu cjelinu. Povezane su prometnim putovima (kadšto i tunelima) koji su često natkriveni. Prva bolnica u Europi u paviljonskom sistemu je bolnica Lariboisiere u Parizu, izgrađena 1858. Ovaj se tip gradnje razvio u Engleskoj.

U novije vrijeme se primjenjuje sistem koridora u kombinaciji s paviljonskim. Iskustvo je pokazalo, da je taj način gradnje najekonomičniji. Od bolnica u Hrvatskoj građenih početkom XX. stoljeća, većina je bila građena u sistemu paviljona. Tako su Bolnica sestara milosrdnica u Zagrebu, bolnica u Osijeku i klinička bolnica u Zagrebu građene u paviljonskom sistemu. Zakladna bolnica na Rebru izgrađena je u mješovitom sistemu bloka.
Gdje će se bolnica graditi i kakva će biti određuje se prema potrebama kraja kao i prema terenskim, klimatskim i zdravstvenim prilikama. Uvriježeno je da na 1.000 stanovnika postoji pet do deset kreveta racionalno raspoređenih na opće i posebne, veće i manje bolnice. Osim bolesnika, smještenih u bolnici, bolnice liječe bolesnike i u svojim ambulantama. Bolnice se redovito grade tako da bolesničke sobe gledaju na jug, istok ili zapad, dakle na sunčanu stranu, a operacijske dvorane kao i hodnici nalaze se na sjeveru. Radi učinkovitijeg pružanja hitnih medicinskih usluga bolnicama je uveden OBHP - objedinjeni hitni bolnički prijam.
Danas se češće grade velike bolnice, jer je gradnja jeftinija, a uzdržavanje lakše. Ondje gdje nema mogućnosti za prijevoz bolesnika, u manjim mjestima ili u teško pristupačnom kraju, grade se i manje bolnice, ali ne manje od 120-150 kreveta. Veće države nastoje takve bolnice postaviti na svaki prostor promjera 50 km. Gradske bolnice, koje služe kao glavne, grade se danas s 300-400 kreveta. Smjernice kod današnjeg građenja bolnica su dakle da se izgradi glavna velika bolnica u većem središtu, snabdjevena svim potrebnim higijenskim i tehničkim pomagalima, a u kraju koji može obuhvatiti svojim djelovanjem da se izgrade male pomoćne bolnice, tako da bolesnik bude samo neko vrijeme u glavnoj velikoj bolnici, a onda se šalje u pomoćnu do konačnog ozdravljenja ili do prijelaza u kućnu njegu.